# Frank Carroll (hokej na ledu)
Frank Carroll, kanadski hokejist in hokejski trener. 
Carroll je deloval kot trener moštva Toronto St. Patricks v sezoni 1920/21. Stanleyjev pokal je kot pomočnik trenerja osvojil že leta 1914 s svojim bratom Dickom. Ponovno ga je osvojil leta 1918 kot pomočnik, tedaj z moštvom Toronto Arenas, ki ga je kot trener vodil njegov brat Dick.